# Severní Korea na Letních olympijských hrách 1976
Severní Koreu na Letních olympijských hrách v roce 1976 v kanadském Montréalu reprezentovala výprava 38 sportovců (36 mužů a 2 ženy) v 8 sportech.

## Medailisté
| Medaile | Jméno       | Sport | Soutěž                        |
| ------- | ----------- | ----- | ----------------------------- |
| Zlato   | Gu Yong-Jo  | Box   | Muži váha bantamová do 54 kg  |
| Stříbro | Li Byong-Uk | Box   | Muži váha lehká muší do 49 kg |